# Lista de mesorregiões e microrregiões de Mato Grosso do Sul

Mapa de Mato Grosso do Sul mostrando seus municípios agrupados em microrregiões, que por sua vez estão agrupadas em mesorregiões.

Esta é a lista de mesorregiões e microrregiões de Mato Grosso do Sul, estado brasileiro da Região Centro-Oeste do país. O estado de Mato Grosso do Sul foi dividido geograficamente pelo IBGE em quatro mesorregiões, que por sua vez abrangiam onze microrregiões, segundo o quadro vigente entre 1989 e 2017.
Em 2017, o IBGE extinguiu as mesorregiões e microrregiões, criando um novo quadro regional brasileiro, com novas divisões geográficas denominadas, respectivamente, regiões geográficas intermediárias e imediatas.

## Mesorregiões de Mato Grosso do Sul
| Mesorregião                        | Código | Número de municípios | Localização    | Microrregiões  | Código |
| ---------------------------------- | ------ | -------------------- | -------------- | -------------- | ------ |
| Pantanais de Mato Grosso do Sul    | 01     | 7                    |                | Baixo Pantanal | 001    |
| Pantanais de Mato Grosso do Sul    | 01     | 7                    | Aquidauana     | 002            |        |
| Centro-Norte de Mato Grosso do Sul | 02     | 16                   |                | Alto Taquari   | 003    |
| Centro-Norte de Mato Grosso do Sul | 02     | 16                   | Campo Grande   | 004            |        |
| Leste de Mato Grosso do Sul        | 03     | 18                   |                | Cassilândia    | 005    |
| Leste de Mato Grosso do Sul        | 03     | 18                   | Paranaíba      | 006            |        |
| Leste de Mato Grosso do Sul        | 03     | 18                   | Três Lagoas    | 007            |        |
| Leste de Mato Grosso do Sul        | 03     | 18                   | Nova Andradina | 008            |        |
| Sudoeste de Mato Grosso do Sul     | 04     | 38                   |                | Bodoquena      | 009    |
| Sudoeste de Mato Grosso do Sul     | 04     | 38                   | Dourados       | 010            |        |
| Sudoeste de Mato Grosso do Sul     | 04     | 38                   | Iguatemi       | 011            |        |

## Microrregiões de Mato Grosso do Sul divididas por mesorregiões

### Mesorregião dos Pantanais de Mato Grosso do Sul
| Microrregião   | Código | Localização           | Municípios |
| -------------- | ------ | --------------------- | ---------- |
| Baixo Pantanal | 001    |                       | Corumbá    |
| Baixo Pantanal | 001    | Ladário               |            |
| Baixo Pantanal | 001    | Porto Murtinho        |            |
| Aquidauana     | 002    |                       | Anastácio  |
| Aquidauana     | 002    | Aquidauana            |            |
| Aquidauana     | 002    | Dois Irmãos do Buriti |            |
| Aquidauana     | 002    | Miranda               |            |

### Mesorregião do Centro-Norte de Mato Grosso do Sul
| Microrregião | Código | Localização              | Municípios   |
| ------------ | ------ | ------------------------ | ------------ |
| Alto Taquari | 003    |                          | Alcinópolis  |
| Alto Taquari | 003    | Camapuã                  |              |
| Alto Taquari | 003    | Coxim                    |              |
| Alto Taquari | 003    | Figueirão                |              |
| Alto Taquari | 003    | Pedro Gomes              |              |
| Alto Taquari | 003    | Rio Verde de Mato Grosso |              |
| Alto Taquari | 003    | São Gabriel do Oeste     |              |
| Alto Taquari | 003    | Sonora                   |              |
| Campo Grande | 004    |                          | Bandeirantes |
| Campo Grande | 004    | Campo Grande             |              |
| Campo Grande | 004    | Corguinho                |              |
| Campo Grande | 004    | Jaraguari                |              |
| Campo Grande | 004    | Rio Negro                |              |
| Campo Grande | 004    | Rochedo                  |              |
| Campo Grande | 004    | Sidrolândia              |              |
| Campo Grande | 004    | Terenos                  |              |

### Mesorregião do Leste de Mato Grosso do Sul
| Microrregião   | Código | Localização         | Municípios           |
| -------------- | ------ | ------------------- | -------------------- |
| Cassilândia    | 005    |                     | Cassilândia          |
| Cassilândia    | 005    | Chapadão do Sul     |                      |
| Cassilândia    | 005    | Costa Rica          |                      |
| Cassilândia    | 005    | Paraíso das Águas   |                      |
| Paranaíba      | 006    |                     | Aparecida do Taboado |
| Paranaíba      | 006    | Inocência           |                      |
| Paranaíba      | 006    | Paranaíba           |                      |
| Paranaíba      | 006    | Selvíria            |                      |
| Três Lagoas    | 007    |                     | Água Clara           |
| Três Lagoas    | 007    | Brasilândia         |                      |
| Três Lagoas    | 007    | Ribas do Rio Pardo  |                      |
| Três Lagoas    | 007    | Santa Rita do Pardo |                      |
| Três Lagoas    | 007    | Três Lagoas         |                      |
| Nova Andradina | 008    |                     | Anaurilândia         |
| Nova Andradina | 008    | Bataguassu          |                      |
| Nova Andradina | 008    | Batayporã           |                      |
| Nova Andradina | 008    | Nova Andradina      |                      |
| Nova Andradina | 008    | Taquarussu          |                      |

### Mesorregião do Sudoeste de Mato Grosso do Sul
| Microrregião | Código | Localização           | Municípios |
| ------------ | ------ | --------------------- | ---------- |
| Bodoquena    | 009    |                       | Bela Vista |
| Bodoquena    | 009    | Bodoquena             |            |
| Bodoquena    | 009    | Bonito                |            |
| Bodoquena    | 009    | Caracol               |            |
| Bodoquena    | 009    | Guia Lopes da Laguna  |            |
| Bodoquena    | 009    | Jardim                |            |
| Bodoquena    | 009    | Nioaque               |            |
| Dourados     | 010    |                       | Amambai    |
| Dourados     | 010    | Antônio João          |            |
| Dourados     | 010    | Aral Moreira          |            |
| Dourados     | 010    | Caarapó               |            |
| Dourados     | 010    | Douradina             |            |
| Dourados     | 010    | Dourados              |            |
| Dourados     | 010    | Fátima do Sul         |            |
| Dourados     | 010    | Itaporã               |            |
| Dourados     | 010    | Juti                  |            |
| Dourados     | 010    | Laguna Carapã         |            |
| Dourados     | 010    | Maracaju              |            |
| Dourados     | 010    | Nova Alvorada do Sul  |            |
| Dourados     | 010    | Ponta Porã            |            |
| Dourados     | 010    | Rio Brilhante         |            |
| Dourados     | 010    | Vicentina             |            |
| Iguatemi     | 011    |                       | Angélica   |
| Iguatemi     | 011    | Coronel Sapucaia      |            |
| Iguatemi     | 011    | Deodápolis            |            |
| Iguatemi     | 011    | Eldorado              |            |
| Iguatemi     | 011    | Glória de Dourados    |            |
| Iguatemi     | 011    | Iguatemi              |            |
| Iguatemi     | 011    | Itaquiraí             |            |
| Iguatemi     | 011    | Ivinhema              |            |
| Iguatemi     | 011    | Japorã                |            |
| Iguatemi     | 011    | Jateí                 |            |
| Iguatemi     | 011    | Mundo Novo            |            |
| Iguatemi     | 011    | Naviraí               |            |
| Iguatemi     | 011    | Novo Horizonte do Sul |            |
| Iguatemi     | 011    | Paranhos              |            |
| Iguatemi     | 011    | Sete Quedas           |            |
| Iguatemi     | 011    | Tacuru                |            |